# Short 360
Dimensions
Le Short 360, appelé également "The Shed", est un avion de transport régional bi-turbopropulseur à ailes hautes, construit par le constructeur britannique Short Brothers dans les années 1980. Il peut accueillir jusqu'à 39 passagers, dans une seule classe, et a été mis en service en novembre 1982.
Il est dérivé du Short 330, dont il retient quelques caractéristiques. Son fuselage a été allongé, son envergure est plus importante (moins de traînée aérodynamique) ; les deux gouvernes de direction ont été remplacées par une seule dérive.
Le Short 360 nécessite deux pilotes et un membre d'équipage.
. Comme il n'est pas pressurisé, il ne peut pas voler à haute altitude, ce qui réduit l'efficacité de ses moteurs et augmente la consommation de carburant.
La production de cet appareil a cessé en 1991, après la livraison de 165 exemplaires.